# Orach Chayiem

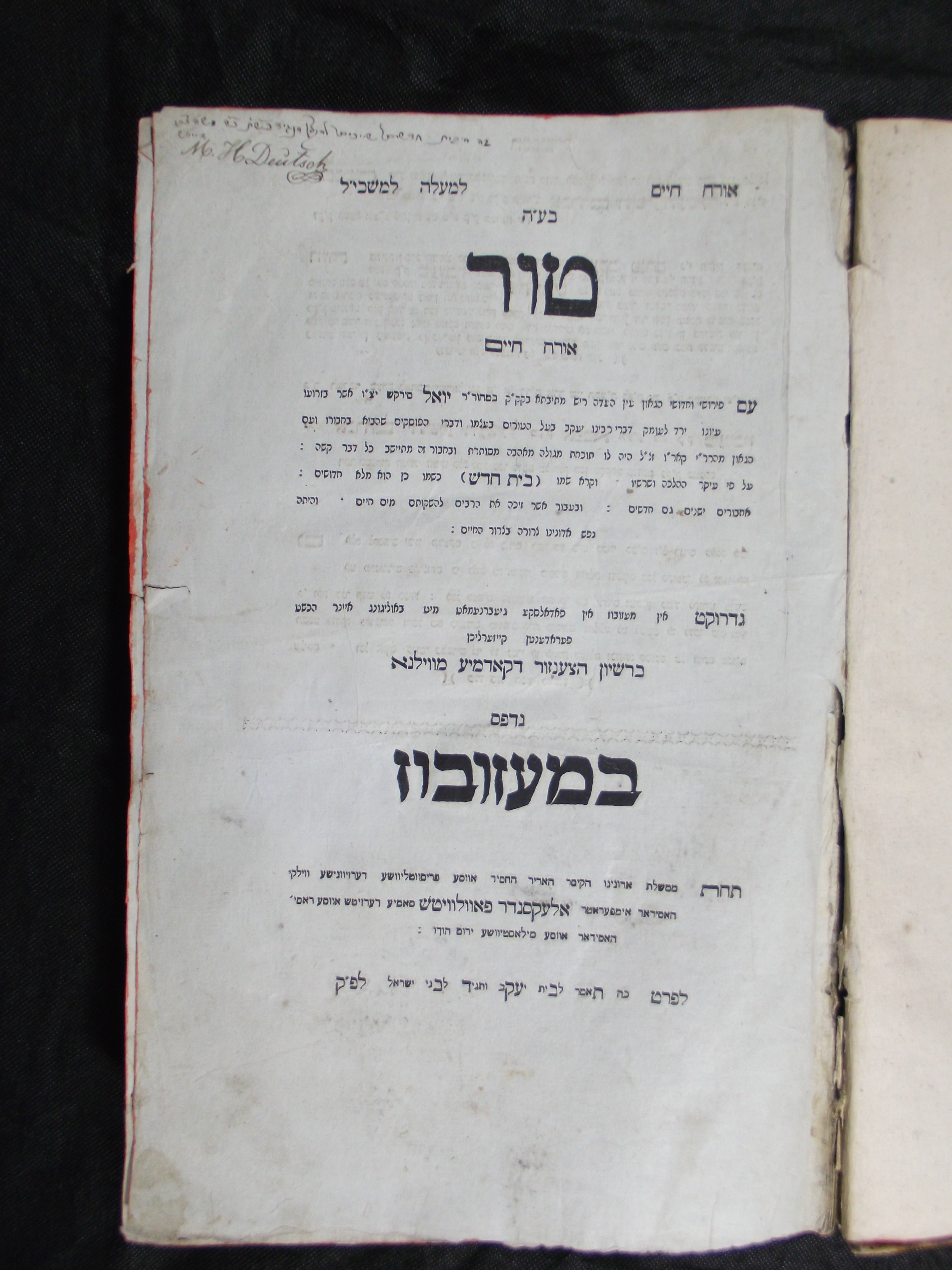
Orach Chayiem gepubliceerd in 1817/1818 uit de collectie het Oekraïns staatshistorisch en cultureel reservaat "Mezhibyzh"

Orach Chayiem (manier van leven) is het eerste deel van de Arba'ah Turim, een compilatie van Halacha (Joodse wet), door rabbijn Jacob ben Asher's vermoedelijk in Toledo in het begin van de 14e eeuw geschreven. Dit gedeelte behandelt aspecten van de Joodse wet die relevant zijn voor de Hebreeuwse kalender (of het nu de dagelijkse, wekelijkse, maandelijkse of jaarlijkse kalender is).
Rabbijn Yosef Karo modelleerde in 1563 het raamwerk van zijn eigen compilatie van praktische Joodse wetten, de Sjoelchan Aroech (שולחן ערוך), naar de Arba'ah Turim. Ook de Sjoelchan Aroech begin met een deel onder de naam Orach Chayiem. Veel latere commentatoren gebruikten dit raamwerk ook.
Orach Chayiem kan dus in algemeen gebruik verwijzen naar een ander gebied van Halacha, los van de compilatie van Rabbijn Jacob ben Asher.
Orach Chayiem houdt zich bezig met, maar is niet beperkt tot:
- Reshit Chochmah, 's Ochtends de handen wassen
- Tefillien
- Tzitzit
- Gebed / contemplatie / davnen
- Sjabbat
- Festivals
- Tora-lezing in de synagoge

## Commentaren op de Sjoelchan Aroech en Orach Chayiem
Door de eeuwen heen werd Orach Chayiem regelmatig geherinterpreteerd en van commentaar voorzien en met praktijkvoorbeelden onderbouwd. De meest bekende zijn:
- Taz (Turei Zohov) of Magen David - door Rabbijn David HaLevi Segal
- Magen Avraham - door Rabbijn Avraham Gombiner
- Biur HaGra - door de Vilna Gaon
- Pri Megadim - door Rabbijn Joseph ben Meir Teomim
- Misjna Berurah - door Rabbijn Yisrael Meir Kagan
- Tor Bareket - door Rabbijn Chaim HaKohen van Aram Zobah (Aleppo)

De verschillende joodse stromingen hechten verschillend belang aan deze commentaren.

## Maginei Eretz
Maginei Eretz was de eerste als boek gepubliceerde editie van de Orach Chayiem, waar aan weerszijden van de hoofdtekst de commentaren Magen David en Magen Avraham gedrukt staan. Dit formaat is gehandhaafd en is vandaag de dag het standaardformaat voor de Sjoelchan Aroech Orach Chayiem.
De naam "Maginei Eretz" vertaalt zich als "schilden van de aarde", een citaat uit Psalm 47:10 ("... want de schilden der aarde behoren God toe: Hij is zeer in de Hoge.")
De Magen David is geschreven door Rabijn David HaLevi Segal en wordt sindsdien aangeduid als de "Taz" (de afkorting voor Turei Zahav), voor consistentie met Segal's commentaar op de Yoreh Deah sectie van de Sjoelchan Aroech.
De Magen Avraham is tussen 1665 en 1671 geschreven door Rabbijn Avraham Gombiner.
De Maginei Eretz werd na de dood van Rabijn Avraham Gombiner in 1692 in Amsterdam uitgegeven door zijn zoon Chaim.

## Raadpleeg ook
De andere drie secties van Arba'ah Turim en andere werken die het organisatorische schema lenen, zijn:
- Yoreh De'ah
- Choshen Mishpat
- Even HaEzer

Misjna · Tosefta · Baraita · Gemara · Talmoed · Kleine traktaten · Midrasj · Targoem · Responsa · Kabbala · Zohar